# Бурггартен (Ротенбург)
Бурггартен (нем. Burggarten, что может быть переведено как «крепостной сад») — парк в Ротенбург-об-дер-Таубере в Германии. С территории парка открывается вид на реку Таубер и на историческую застройку города. Территория Бурггартена занимает около 1,4 гектар. До 14 века на территории замка располагалась замковая крепость.
В Ротенбурге расположен парк Бурггартен, который называется также Крепостной парк. По его названию может сложиться впечатление, что парк расположен рядом с крепостью, хотя правильнее было бы назвать его «садом на месте крепости, которая когда-то существовала». История создания парка уходит в XII век. На территории, где сейчас расположен Крепостной парк, Гогенштауфены (нем. Hohenstaufen) построили Рейхсбург в 1142 году. В этом замке жил король Конрад Третий и управлял отсюда империей. Со временем крепость перестала быть такой значимой. В 1356 году крепость разрушилась из-за землетрясения, восстановлена была только часовня Святого Власия. Ее можно найти, если пройти прямо по территории парка около 50 ярдов. Рядом с часовней расположен памятник евреям, которые жили в Ротенбург-об-дер-Таубере и погибли в результате резни 1298 года, На дальнем конце парка расположена площадка с хорошими видами.
- Вид на парк
- Здание, принадлежавшее мэру Топплеру
- Парк Бурггартен

Оказавшись на территории парка, посетителю открывается вид на южную часть города и долину Таубер слева, также открывается вид на Двойной мост и церковь Кобольцельеров. На территории парка есть цветочные клумбы геометрической формы XVII—XVIII веков. Клумбы содержат фигуры из песчаника, которые представляют из себя четыре сезона и четыре элемента. Пройдя по территории Крепостного парка, открывается вид на яркую голубую башню — дом мэра Топплера. Это сооружение было построено в 1388 году. В этом месте он встречался с разными высокопоставленными особами. На территории парка есть памятник мэру Топплеру. В сентябре 2010 года здесь появились колонны, которые были установлены в память о королевском доме династии Гогенштауфенов.
На территории парка расположен небольшой фонтан.
Территория Бурггартена занимает около 1,4 гектар, парк находится в ухоженном состоянии.